# Ануфриевская Слобода
Ануфриевская Слобода — деревня в Новодугинском районе Смоленской области России. Входит в состав Тесовского сельского поселения. Население — 8 жителей (2007 год). 
Расположена в северо-восточной части области в 19 км к юго-востоку от Новодугина, в 24 км восточнее автодороги Р134 «Старая Смоленская дорога» Смоленск — Дорогобуж — Вязьма — Зубцов. В 19 км юго-западнее деревни расположена железнодорожная станция О.п. 219-й км на линии Вязьма — Ржев. 

## История
В годы Великой Отечественной войны деревня была оккупирована гитлеровскими войсками в октябре 1941 года, освобождена в марте 1943 года.